# Kelly McGillis
Kelly Ann McGillis (* 9. července 1957 Newport Beach, Kalifornie) je americká herečka známá pro filmové role jako např. Rachel Lappová ve filmu Svědek (1985) s Harrisonem Fordem, za který získala Zlatý Globus a nominaci BAFTA, dále pak role Charlie ve filmu Top Gun (1986) s Tomem Cruisem, a také jako Kathryn Murphy ve filmu Znásilnění (1988) s Jodie Foster.

## Rané mládí
Kelly McGillis se narodila 9. července 1957 v Newport Beach v Kalifornii jako dcera Virginie Joan, ženy v domácnosti, a lékaře Dr. Donalda Mansona McGillise. Její otec měl skotsko-irské kořeny ze strany otce, jeho matka byla zčásti německého a velšského původu.
V Los Angeles navštěvovala Pacific Conservatory of the Performing Arts na Allan Hancock College v Santa Marii. Poté, co v roce 1975 absolvovala střední školu, odstěhovala se do New Yorku, kde studovala herectví na Juilliard School, promovala v roce 1983, ve skupině 12.

## Kariéra

### Film
Poté, co v roce 1983 natočil svůj debut Reuben, Reuben, její další role byla v roce 1985, ve filmu Svědek s Harrisonem Fordem, si zahrála roli marky Amish. Za tuto roli získala Zlatý glóbus a nominace na cenu BAFTA. Její příští role byla role letové instruktorky Charlie v akčním-bojovém filmu Top Gun s Tomem Cruisem a Valem Kilmerem v roce 1986.
V roce 1987 hrála ve fantasy-komedii Láska nebeská, který režíroval Alan Rudolph, a který byl produkován Lorimar Productions. Ve filmu s ní hrál oscarový herec Timothy Hutton.
Následně v roce 1988 hrála ve filmu Dům na Carroll Street roli domovníka slečny Venable (Jessica Tandy). V tomto filmu hrála po boku vynikajícího herce Jeffa Danielse. Po roce 1988 hrála ve filmu Znásilnění. Ve filmu Cat Chaser hrála spolu s Peterem Wellerem.
McGillis se objevila také v desítkách televizních a filmových rolí v průběhu devadesátých let 20. století, než se dala na divadelní dráhu, kde setrvala po mnoho let.

### Televize
První role Kelly McGillis v televizi byla v denním seriálu One Life to Live v roce 1984. Hrála také v televizních filmech, např. v roce 1984 s Alecem Baldwinem ve Sladké pomstě (Sweet Revenge). Další filmy z 80 let byly: Soukromé setkání (Private Sessions, 1985), v animovaném filmu První Vánoce Santova medvěda (Santabear's First Christmas, 1985), hlasový průvodce v dokumentárním filmu Přišli z Irska (Out of Ireland, 1995), který produkovalo Public Broadcasting Service (PBS).

### Divadlo
Při studiu na Juilliard School hrála ve hře Williama Congreva Láska za lásku (Love for Love), kterou režíroval John Bletchley. Během 80 let si v New Yorku zahrála v několika divadelních představeních v menších divadlech a na také na Broadway. Koncem 80 let a na přelomu roku 2000 byla herečkou v prestižní Shakespearově divadelní společnosti ve Washington, D.C. Hrála ve hře, kterou produkoval John Webber Vévodkyně z Malfi v Shakespearově divadelní společnosti v Washington, D.C. V roce 2004 se objevila ve hře Absolvent, v roli paní Robinsonové, s touto hrou cestovala po Spojených státech. McGillis hrála v divadle Pasadena Playhouse, v inscenaci Lištičky (The Little Foxes, 1939) od Lillian Hellmanové, a to od května 2009, v hlavní roli spolu s Juliou Duffyovou.
Její scénická tvorba zahrnuje role v dílech jako např. Don Juan (1982), Racek (The Seagull, 1985), Hříšek (Peccadillo, 1985), Kupec benátský (The Merchant of Venice, 1988), Večer tříkrálový aneb Cokoli chcete (Twelfth Night, 1989), Marie Stuartovna (Mary Stuart, 1990), Veselé paničky windsorské (The Merry Wives of Windsor, 1990), Heda Gablerová (Hedda Gabler, 1994), Ráno přijde Elektra (Mourning Becomes Electra, 1997), Sen noci svatojánské (A Midsummer Night's Dream, 1999), Něco za něco (Measure for Measure, 1999) a Absolvent (The Graduate, 2004). Další role ve hře Láska za lásku (Love for Love), Šest rolí při hledání autora (Six Characters in Search of an Author), Tři sestry (Three Sisters), Zimní pohádka (The Winter's Tale).
Objevila se také ve hře Frankie and Johnny in the Clair de Lune od Terrence McNally, se kterou cestovala po Velké Británii v roce 2010.

### Návrat k filmu a TV
- V televizi začala pracovat znovu až v roce 2006 poté, co se v roce 2007 se připojila k páté sezóně seriálu Láska je Láska (The L Word).[22]
- V roce 2010 měla roli ve filmu na upírské téma[pozn. 8] Země kůlů (Stake Land)[23], který režíroval Jim Mickle. V tomto filmu hraje hraje vedle Nicka Damici, Connora Paola a Danielle Harris.

- McGillis byla uvedena v dramatickém dokumentu o zhoubném nádoru prsu s názvem 1 Minuta (1 a Minute), který byl uveden v roce 2010.[24]
- V roce 2011 hrála s Ti Westem v thrilleru Tajemství starého hotelu (The Innkeepers)[25].
- V roce 2013 v Takoví jsme (We Are What We Are)[26] a v Tio Papii[27].
- V roce 2014 ve filmu Grand Street. Ve filmu Love Finds You in Sugarcreek, Ohio, který byl pro ni již třetí film s amišským tématem. V seriálu Z Nation, hraje milosrdnou sestru, v 1. sezóně, 11. epizodě.
- V roce 2015 ve filmu Modrá (Blue).
- Ve filmu An Uncommon Grace, pro Hallmark Channel, což byl pro McGillis již čtvrtý film s amišským tématem.[28]
- V roce 2017 pak hlavní role Rose Lewis, ve filmu Mother of All Secrets.[29]

### Nová tvorba
Kelly McGillis byla obsazena hlavní role v životopisném filmu o Annie Cookové, a také natočila film Tajemství všech matek (Mother of All Secrets, 2017), který se natáčel na Bermudách.

## Osobní život
McGillis se provdala za přítele, se kterým se poznala na Juilliard School, Boyda Blacka, v roce 1979. Pár se rozvedl v roce 1981. V roce 1989 se provdala za Freda Tillmana, spolu mají dvě dcery – Kelsey a Sonoru. Pár se rozvedl v roce 2002.
V dubnu 2009, během interview pro SheWired, McGillis učinila coming out a přiznala se ke své lesbické orientaci. V roce 2010 vstoupila do partnerského svazku s Melanie Leis, obchodní manažerkou z Filadelfie. Ona a McGillis se setkali v roce 2000, když Leis byla barmankou v restauraci Kelly's Caribbean Bar Grill & Brewery v Key West na Floridě, kterou tehdy vlastnila Kelly a její manžel Fred Tillman. McGillis restauraci prodala v červnu 2017, několik let (2011) po rozpadu vztahu s Melanie Leis.
McGillis také pracovala na plný úvazek s drogově závislými a alkoholiky v Seabrook House Drug Alkohol Rehab Center, v rehabilitačním centru v Bridgetonu v New Jersey, když spolu s Leisi sdíleli domov v Collingswoodu.
McGillis v současné době žije v Hendersonville v Severní Karolíně, kde vyučuje herectví v The New York Studio for Stage and Screen NYS3 v Asheville v Severní Karolíně.

### Napadení v červenu 2016
V červnu 2016 se do jejího domu v Severní Karolíně vloupala žena, která jí napadla, poškrábala a způsobila lehčí pohmožděniny. Po incidentu, 38letá žena, Laurence Marie Dorn, byla obviněna z vloupání, krádeže, pronásledování, útoku a bránění v přivolání pomoci. Žena byla později odsouzena za přestupky a vniknutí. Byl to již několikátý případ, kdy byla McGillis napadena, z tohoto důvodu požádala o povolení ke skrytému nošení zbraně.

## Filmografie

### Film
| Rok  | Originální název                  | Český název              | Role                          | Dabingová herečka                               | Žánr                               | Poznámka                           |
| ---- | --------------------------------- | ------------------------ | ----------------------------- | ----------------------------------------------- | ---------------------------------- | ---------------------------------- |
| 1983 | Reuben, Reuben                    |                          | Geneva Spofford               |                                                 | Drama, Komedie, Romantický         |                                    |
| 1985 | Witness                           | Svědek                   | Rachel Lappová                | Kateřina Macháčková                             | Drama, Krimi, Romantický, Thriller |                                    |
| 1986 | Top Gun                           | Top Gun                  | Charlotte 'Charlie' Blackwood | Dana Batulková Kateřina Brožová René Slováčková | Akční, Drama, Romantický, Válečný  | VHS Česká televize TV Nova         |
| 1987 | Made in Heaven                    | Láska nebeská            | Annie Packert / Ally Chandler | Tereza Bebarová                                 | Fantasy                            | HBO                                |
| 1987 | Unsettled Land                    |                          | Anda                          |                                                 |                                    |                                    |
| 1987 | Santabear's High Flying Adventure |                          | Missy Bear                    |                                                 | Animovaný                          | propůjčení hlasu animovaní postavě |
| 1988 | The House on Carroll Street       | Dům na Carroll Street    | Emily                         | Miriam Chytilová Jana Paulová                   | Drama, Krimi, Thriller             | MGM verze pro kina                 |
| 1988 | The Accused                       | Znásilnění               | Kathryn Murphy                | Jarmila Švehlová Eva Hudečková Zuzana Schulzová | Drama, Krimi, Thriller             | verze pro kina VHS                 |
| 1989 | Winter People                     | Zimní lidé               | Collie Wright                 | Dagmar Čárová                                   | Drama                              |                                    |
| 1989 | Cat Chaser                        |                          | Mary DeBoya                   |                                                 | Akční, Thriller                    |                                    |
| 1989 | Rabbit Ears: Thumbelina           |                          | Storyteller                   |                                                 | Videofilm                          |                                    |
| 1991 | Grand Isle                        | Velký ostrov             | Edna Pontellier               |                                                 | Drama                              | tento film také koprodukovala      |
| 1992 | The Babe                          | Babe                     | Claire Merritt Ruth           | Sylva Talpová Miluše Šplechtová                 | Drama, Sportovní, Životopisný      | TV Markíza VHS                     |
| 1994 | North                             | Všude dobře, doma nejlíp | Amish Mother                  | Simona Prasková                                 | Drama, Komedie, Rodinný            |                                    |
| 1998 | Painted Angels                    |                          | Nettie                        |                                                 | Drama                              | Film kanadsko-anglické produkce    |
| 1998 | Ground Control                    | Přistání naslepo         | Susan Stratton                | Valérie Zawadská Zuzana Slavíková Sylva Talpová | Akční, Dobrodružný, Drama          | TV Nova TV Barrandov DVD           |
| 1999 | At First Sight                    | Na první pohled          | Jennie Adamson                | Dagmar Čárová                                   | Drama, Romantický                  |                                    |
| 1999 | The Settlement                    | Vyrovnání účtů           | Fake Barbara / Ellie          |                                                 | Komedie                            |                                    |
| 2000 | The Monkey's Mask                 | Opičí maska              | Prof. Diana Maitland          | Zuzana Skalická                                 | Krimi, Mysteriozní, Thriller       |                                    |
| 2001 | No One Can Hear You               |                          | Trish Burchall                |                                                 |                                    |                                    |
| 2001 | Morgan's Ferry                    |                          | Vonnie Carpenter              |                                                 | Drama, Krimi                       |                                    |
| 2007 | Supergator                        |                          | Kim Taft                      |                                                 |                                    |                                    |
| 2010 | Stake Land                        |                          | Sister                        |                                                 | Drama, Horor                       |                                    |
| 2011 | The Innkeepers                    |                          | Leanne Rease-Jones            |                                                 | Horor, Thriller                    |                                    |
| 2011 | What Could Have Been              |                          | Margaret                      |                                                 | Drama                              |                                    |
| 2013 | We Are What We Are                |                          | Marge                         |                                                 | Thriller                           |                                    |
| 2013 | Tio Papi                          |                          | Elizabeth Warden              |                                                 | Drama, Komedie, Rodinný            |                                    |
| 2014 | Grand Street                      |                          | Isabelle                      |                                                 | Drama                              |                                    |
| 2015 | Blue                              |                          | Ms. Hutcherson                |                                                 |                                    |                                    |
| 2017 | Mother of All Secrets             |                          | Rose Lewis                    |                                                 |                                    |                                    |
| 2017 | Julie Loves to Gamble             |                          | Victoria Gardner              |                                                 |                                    |                                    |
| 2018 | Annie Cook                        |                          | Annie Cook                    |                                                 |                                    |                                    |

### Televize
| Rok  | Originální název                                         | Český název                         | Role                       | Dabingová herečka | Žánr                                | Poznámka                                 |
| ---- | -------------------------------------------------------- | ----------------------------------- | -------------------------- | ----------------- | ----------------------------------- | ---------------------------------------- |
| 1984 | Sweet Revenge                                            | Sladká pomsta                       | Katherine Dennison Breen   |                   | Drama                               | Sweet Revenge (mezinárodní název)        |
| 1984 | One Life to Live                                         |                                     | Glenda Livingston          |                   | Drama                               | role v různých epizodách                 |
| 1985 | Private Sessions                                         |                                     | Jennifer Coles             |                   | Drama                               |                                          |
| 1986 | Santabear's First Christmas                              |                                     | hlas vyprávěče             |                   | Animovaný                           |                                          |
| 1992 | Perry Mason: The Case of the Fatal Framing               | Perry Mason, Případ osudných obrazů | Mrs. Joel McKelvey         | Petra Hobzová     |                                     |                                          |
| 1993 | Bonds of Love                                            | Pouta lásky                         | Rose Parks                 | Ivana Andrlová    | Akční, Drama, Romantický            |                                          |
| 1994 | In the Best of Families: Marriage, Pride & Madness       |                                     | Susie Lynch                |                   | Drama                               |                                          |
| 1995 | Dark Eyes                                                |                                     | Mila McGann                |                   |                                     |                                          |
| 1995 | Remember Me adapted from the novel by Mary Higgins Clark |                                     | Menly Nichols              |                   | Thriller                            | Kanadský film                            |
| 1995 | Out of Ireland                                           |                                     | hlas vyprávěče             |                   | dokument                            | PBS film                                 |
| 1996 | We the Jury                                              |                                     | Alyce Bell                 |                   | Drama                               |                                          |
| 1997 | The Third Twin                                           |                                     | Dr. Jean 'Jeannie' Ferrami |                   | Thriller                            | Kanadský film                            |
| 1998 | Storm Chasers: Revenge of the Twister                    | Twister se vrací                    | Jamie Marshall             | Martina Hudečková | Akční, Dobrodružný, Romantický      |                                          |
| 1998 | When the Bough Breaks II: Perfect Prey                   | Dokonalá kořist                     | Audrey Macleah             | Valérie Zawadská  | Drama                               | TV Nova                                  |
| 2000 | The Wild Thornberrys                                     |                                     | Winema (voice)             |                   | Animovaný, Rodinný                  | "Pack of Thornberrys"                    |
| 2000 | The Outer Limits                                         | Krajní meze                         |                            | Jitka Sedláčková  | Fantasy, Horor, Mysteriozní, Sci-fi | "Final Appeal: Parts 1 & 2"              |
| 2000 | Buzz Lightyear of Star Command                           |                                     | Gorgeous Woman (voice)     |                   |                                     | "Planet of the Lost"                     |
| 2006 | Black Widower                                            | Černý vdovec                        | Okresní prokurátorka       | Miluše Šplechtová | Drama, Thriller                     | VHS                                      |
| 2007 | Primevil                                                 | Zajatci předměstí                   |                            |                   | Sci-fi                              |                                          |
| 2008 | The L Word                                               | Láska je Láska                      | Col. Gillian Davis         | Dana Syslová      |                                     | "Lesbians Gone Wild", "Lay Down the Law" |
| 2014 | Love Finds You in Sugarcreek                             |                                     | Bertha Troyler             |                   |                                     |                                          |
| 2014 | Z Nation                                                 |                                     | Helen                      |                   |                                     | "Sisters of Mercy"                       |
| 2017 | An Uncommon Grace                                        |                                     | Elizabeth Conner           |                   |                                     | Hallmark Channel                         |

### Ocenění a nominace
| Rok  | Cena         | Kategorie                         | Za film                        | Výsledek   |
| ---- | ------------ | --------------------------------- | ------------------------------ | ---------- |
| 1986 | Zlatý globus | Nejlepší herečka ve vedlejší roli | Svědek (Witness)               | Nominována |
| 1986 | BAFTA        | Nejlepší herečka                  | Svědek (Witness)               | Nominována |
| 1986 | Bravo Otto   | Nejlepší herečka                  | Top Gun                        | Vyhrála    |
| 1987 | Bravo Otto   | Nejlepší herečka                  | Láska nebeská (Made in Heaven) | Vyhrála    |
| 1987 | Golden Ciak  | Nejlepší herečka                  | Láska nebeská (Made in Heaven) | Vyhrála    |
| 1988 | Bravo Otto   | Nejlepší herečka                  | Znásilnění (The Accused)       | Bronz      |

### Další projekty
Kelly McGillis se podílela jako spoluproducentka na filmu Velký ostrov (Grand Isle, 1991). Zpívala ve dvou filmech: Top Gun – píseň "Great Balls of Fire" a Svědek – píseň "What a Wonderful World".